# Presidente de Kiribati

Brasão de Armas do Quiribati.

O presidente de Kiribati (Quiribáti) é o chefe de estado e de governo da República de Kiribati. Após a ocorrência de eleições gerais, pelas quais os cidadãos elegem os membros da Câmara da Assembleia quiribatiana, os seus membros escolhem de entre eles "não menos de três, nem mais de quatro candidatos" à presidência. Nenhum outro cidadão pode concorrer. Após feita a escolha, os cidadãos do paós escolhem o presidente entre os candidatos propostos. O cargo foi criado em 1979, após Kiribati se ter tornado independente do Reino Unido. Atualmente, e desde 11 de março de 2016, o presidente de Kiribati é Taneti Maamau.

## Lista de presidentes
Esta é uma lista dos presidentes de Kiribati.
| Nome | Nome            | Mandato                 | Mandato                 | Partido Político                              |
| Nome | Nome            | Início                  | Fim                     | Partido Político                              |
| ---- | --------------- | ----------------------- | ----------------------- | --------------------------------------------- |
|      | Ieremia Tabai   | 12 de julho de 1979     | 10 de dezembro de 1982  | Partido Nacional Progressista                 |
|      | Rota Onorio     | 10 de dezembro de 1982  | 18 de fevereiro de 1983 | Independente                                  |
|      | Ieremia Tabai   | 18 de fevereiro de 1983 | 4 de julho de 1991      | Partido Nacional Progressista                 |
|      | Teatao Teannaki | 4 de julho de 1991      | 24 de maio de 1994      | Partido Nacional Progressista                 |
|      | Tekiree Tamuera | 24 de maio de 1994      | 28 de maio de 1994      | Independente                                  |
|      | Ata Teaotai     | 28 de maio de 1994      | 1 de outubro de 1994    | Independente                                  |
|      | Teburoro Tito   | 1 de outubro de 1994    | 28 de março de 2003     | Partido Democrat Cristão e Proteção o Maneaba |
|      | Tion Otang      | 28 de março de 2003     | 10 de julho de 2003     | Independente                                  |
|      | Anote Tong      | 10 de julho de 2003     | 11 de março de 2016     | Pilares da Verdade                            |
|      | Taneti Maamau   | 11 de março de 2016     | presente                | Tobwaan Kiribati Party                        |